# Marie Haasová-Jelínková
Marie Haasová-Jelínková (22. května 1913, Praha – 24. května 1997) byla česká archivářka a historička.

## Životopis
Marie Haasová-Jelínková se narodila 22. května 1913. Vystudovala v sedmém kurzu Státní archivní školy a promovala v roce 1937. Poté působila v Historickém ústavu ČSAV a v Ústředním archivu ČSAV Praha. Zabývala se zejména dějinami Univerzity Karlovy a pozůstalostmi českých vědců. Pravidelně publikovala v Českém časopise historickém.
Zemřela 24. května 1997.

## Výběr z díla
- HAASOVÁ, Marie a kol. Berní rula 18: Kraj Kouřimský I. a II., Praha: Státní pedagogické nakladatelství, 1952.
- HAASOVÁ, Marie. 600 let university Karlovy. Václav Vojtíšek Zpráva: Český časopis historický. (1947-1948 [vyd. 1949]),. 48-49, č. 1 s. 469-477.
- HAASOVÁ, Marie. Správa a kancelář university pražské v první době jejího trvání. 1948.
- HAASOVÁ, Marie. Z dějin minoritské koleje sv. Jakuba v Praze. In: BERAN, Jiří (ed.): Akademiku Václavu Vojtíškovi k 75. narozeninám. Praha 1958, s. 58.